# Hrabstwo Wayne (Michigan)
Hrabstwo Wayne (ang. Wayne County) – hrabstwo w stanie Michigan w Stanach Zjednoczonych. Obszar całkowity hrabstwa obejmuje powierzchnię 672,20 mil2 (1741 km²). Według danych z 2023 r. z populacją 1,75 mln mieszkańców jest najbardziej zaludnionym hrabstwem stanu Michigan. Obejmuje południową część metropolii Detroit, a także kilka wysp (w tym Grosse Ile). Do największych miast i gmin w hrabstwie należą: Detroit (siedziba, 631,5 tys.), Dearborn (104,5 tys.), Canton Township (98,1 tys.), Livonia (91,2 tys.) i Westland (81,7 tys.).
Posiada najwyższy odsetek mieszkańców o pochodzeniu libańskim, a także ludności określanej jako MENA, wśród wszystkich hrabstw USA.
Hrabstwo powstało w 1796 roku i nosi imię Anthony’ego Wayne’a, generała armii Stanów Zjednoczonych w wojnie o niepodległość Stanów Zjednoczonych.

## Sąsiednie hrabstwa
- Hrabstwo Oakland (północ)
- Hrabstwo Macomb (północny wschód)
- Hrabstwo Essex (Kanada) (wschód)
- Hrabstwo Monroe (południe)
- Hrabstwo Washtenaw (zachód)

## Miasta
- Allen Park
- Belleville
- Dearborn Heights
- Dearborn
- Detroit
- Ecorse
- Flat Rock
- Garden City
- Gibraltar
- Grosse Pointe
- Grosse Pointe Farms
- Grosse Pointe Park
- Grosse Pointe Woods
- Hamtramck
- Harper Woods
- Highland Park
- Inkster
- Lincoln Park
- Livonia
- Melvindale
- Plymouth
- River Rouge
- Riverview
- Rockwood
- Romulus
- Southgate
- Taylor
- Trenton
- Wayne
- Westland
- Woodhaven
- Wyandotte

## Demografia
Od 1970 do 2020 roku hrabstwo utraciło 32,7% swojej populacji. Według danych pięcioletnich z 2022 roku, 48,7% populacji hrabstwa stanowiła ludność biała nielatynoska, 37,6% to ludność czarna lub Afroamerykanie, 6,3% stanowili Latynosi jakiejkolwiek rasy, 5,2% było rasy mieszanej, 3,5% to Azjaci, 0,3% to rdzenna ludność Ameryki i 0,02% pochodziło z wysp Pacyfiku. 9,4% mieszkańców urodziło się poza granicami Stanów Zjednoczonych.
Poza osobami pochodzenia afroamerykańskiego, do największych grup należały osoby pochodzenia niemieckiego (9%), irlandzkiego (6,7%), polskiego (6,6%), arabskiego (6,3%), angielskiego (5,2%), meksykańskiego (4,4%), „amerykańskiego” (4,3%), włoskiego (3,7%) i francuskiego lub francusko–kanadyjskiego (3,2%).

## Gospodarka
Średni dochód gospodarstwa domowego (dane z 2022) w hrabstwie wynosi 57 223 dolarów, zaś dochód na mieszkańca 32 643 dolarów. 21,2% mieszkańców żyje poniżej relatywnej granicy ubóstwa. Najczęstsze sektory zatrudnienia dla osób mieszkających w hrabstwie Wayne, to: produkcja (135,9 tys. osób), opieka zdrowotna i pomoc społeczna (117,5 tys.), handel detaliczny (79,4 tys.), zakwaterowanie i usługi gastronomiczne (57,5 tys.), oraz usługi edukacyjne (55,5 tys.).

## Religia

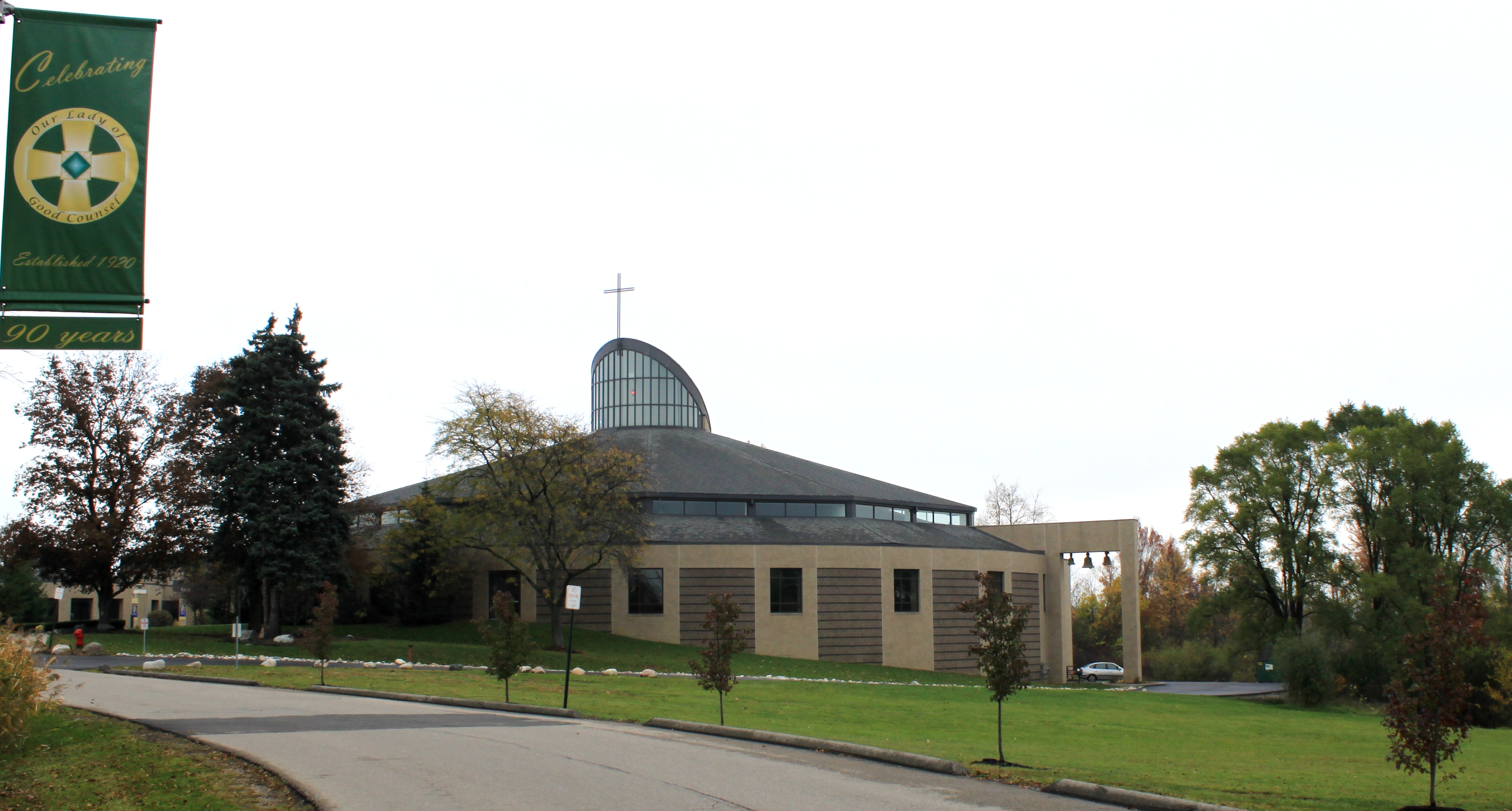
Kościół katolicki w Plymouth

Według danych z 2020 roku do największych grup należały:
- Kościół katolicki – 245,1 tys. członków w 106 parafiach,
- społeczność muzułmańska – 145,5 tys. wyznawców w 64 meczetach,
- bezdenominacyjne zbory ewangelikalne – 94,9 tys. członków w 213 zborach,
- Narodowa Misyjna Konwencja Baptystyczna Ameryki – 71,6 tys. członków w 211 zborach,
- Kościoły zielonoświątkowe – ponad 50 tys. członków w 182 zborach,
- Narodowa Konwencja Baptystyczna USA – 50 tys. członków w 73 zborach.

## Polityka
Hrabstwo jest silnie demokratyczne, gdzie w wyborach prezydenckich w 2020 roku, 68,4% głosów otrzymał Joe Biden i 30,3% przypadło dla Donalda Trumpa.